# Mandato di arresto europeo
Il mandato di arresto europeo (MAE) è uno strumento di cooperazione giudiziaria specifico dell’Unione europea, in forza del quale uno Stato membro consegna all’altro una persona accusata di aver commesso un reato, al fine di celebrare il processo nello Stato di emissione (mandato processuale), oppure una persona condannata, al fine di eseguire la pena nel medesimo Stato (mandato esecutivo). Nel caso del mandato processuale, la condizione dell’emissione è che alla base vi siano fatti puniti dalla normativa dello Stato membro emittente con una pena o con una misura di sicurezza privative della libertà della durata massima di almeno dodici mesi. Nel caso del mandato esecutivo, invece, occorre che sia stata disposta una condanna o inflitta una misura di sicurezza di durata non inferiore a quattro mesi.

## Rilievo nel processo di integrazione europea
L’introduzione del mandato d’arresto europeo segna l’abbandono della procedura di estradizione nella cooperazione giudiziaria tra gli Stati membri dell’Unione, con l’obiettivo di adeguare tale cooperazione alla realtà ormai consolidata della libera circolazione dei cittadini europei e in particolar modo dell’abolizione molto estesa dei controlli di frontiera sulle persone. Il mandato d’arresto europeo rappresenta, nella cooperazione giudiziaria tra Stati sovrani avente ad oggetto il trasferimento di persone accusate o condannate da una giurisdizione statale all’altra, lo strumento più avanzato al mondo.

## Istituzione
Il mandato d’arresto europeo è stato istituito con decisione quadro 2002/584/GAI, adottata dal Consiglio dell’Unione europea il 13 giugno 2002.
La decisione politica di introdurre il mandato d’arresto europeo si deve al Consiglio europeo tenuto a Tampere (Finlandia) il 15-16 ottobre 1999, pochi mesi dopo l’entrata in vigore del Trattato di Amsterdam (2 ottobre 1997) che aveva apportato modifiche fondamentali all’assetto istituzionale e formale della cooperazione giudiziaria penale nell’Unione. Le conclusioni del Consiglio europeo di Tampere costituiscono l’atto di nascita dello Spazio di libertà, sicurezza e giustizia che, a partire dal Trattato di Lisbona del 13 dicembre 2007, è divenuto uno degli obiettivi dell’Unione (art. 3 Trattato sull’Unione europea). Come si ricorda nel preambolo della decisione quadro istitutiva (par. 5), “L’obiettivo dell’Unione di diventare uno spazio di libertà, sicurezza e giustizia comporta la soppressione dell’estradizione tra Stati membri e la sua sostituzione con un sistema di consegna tra autorità giudiziarie”.
Le conclusioni di Tampere individuano, quale pietra angolare della cooperazione giudiziaria penale e civile nel nuovo contesto istituzionale e normativo, il principio del mutuo riconoscimento. Il mandato d’arresto europeo ne costituisce l’archetipo, nonché il primo dei molti strumenti che nel corso degli anni a tale principio daranno attuazione.
Rispetto alla proposta presentata dalla Commissione il 19 settembre 2001, il testo approvato costituisce un’attuazione più cauta del principio. Tra le varie differenze, anche alla luce dell’aspro dibattito suscitato, spicca che la proposta eliminava del tutto il principio di doppia incriminazione.

## Differenze rispetto all'estradizione
Le notevoli differenze tra mandato d’arresto europeo ed estradizione sono dovute al fatto che il MAE è espressione del principio del mutuo riconoscimento. Le più evidenti e rilevanti sono le seguenti:
1. Completa eliminazione del livello politico di decisione. I governi, in particolare i Ministri della Giustizia degli Stati membri, non hanno alcun ruolo nella decisione sulla consegna dell’individuo richiesto vuoi a fini processuali vuoi per l’esecuzione della pena, la quale è dunque priva di qualsivoglia discrezionalità. Invece, la procedura si fonda sul contatto diretto tra le autorità giurisdizionali degli Stati membri e sull’automatismo della consegna, che costituisce attuazione del principio di mutuo riconoscimento (v. infra).
2. Eliminazione del concetto di “reato politico” al fine di negare la consegna della persona richiesta. La gran parte dei trattati di estradizione e numerose legislazioni nazionali escludono l’obbligo di estradizione se questa viene domandata per reati politici, la cui identificazione è rimessa allo Stato richiesto. Così dispone, ad esempio, l’art. 3 della Convenzione europea di estradizione del 1957. Reati politici ai fini estradizionali sono per eccellenza quelli terroristici. Infatti, il cuore della Convenzione europea contro il terrorismo (European Convention on the Suppression of Terrorism), del 1977, è l’obbligo per gli Stati parti di non considerare come politici, ai fini dell’estradizione tra loro stessi, determinati reati qualificati come terroristici. Analogo obbligo stabilisce la più recente Convenzione del Consiglio d’Europa per la prevenzione del terrorismo, del 2005. Alla nozione di reato politico la decisione quadro 2002/584/GAI neppure fa cenno, cosicché qualsiasi pretesa di rifiutare l’esecuzione di un mandato d’arresto europeo su tale base va senza dubbio esclusa. Inoltre, fra i reati che danno luogo a obbligo di consegna, per giunta senza applicare il principio di doppia incriminazione (v. infra, n. 3), figura il terrorismo.
3. Parziale superamento del principio di doppia incriminazione. L’estradizione è ammessa se il fatto alla base della domanda di estradizione costituisce reato sia nello Stato richiedente che nello Stato richiesto. Invece, per 32 gruppi di reati, quali definiti dalla legge dello Stato membro di emissione, la decisione quadro 2002/584/GAI obbliga lo Stato di esecuzione a consegnare la persona oggetto di mandato d’arresto europeo indipendentemente dai contenuti della propria legge penale, purché nello Stato di emissione il massimo della pena o della misura di sicurezza privative della libertà per tali reati sia pari o superiore a tre anni. L’elenco dei reati per cui obbligatoriamente non si applica il principio di doppia incriminazione è contenuto nell’art. 2, par. 2 della decisione quadro. Per tutti gli altri reati gli Stati di esecuzione hanno facoltà di decidere autonomamente. Ne consegue che, per i reati non inclusi nella lista, l’abolizione del principio di doppia incriminazione manca di uniformità. La lista dell’art. 2, par. 2 può essere ampliata senza necessità di una modifica della decisione quadro, con decisione all’unanimità del Consiglio previa consultazione del Parlamento europeo. Dall’adozione della decisione quadro, tale possibilità non è mai stata utilizzata. Il superamento del principio di doppia incriminazione nell’art. 2, par. 2 è stato contestato dinanzi alla Corte di giustizia dell’Unione quale motivo di invalidità della decisione quadro, in quanto violazione del principio di legalità penale (nullum crimen, nulla poena sine lege) cui la decisione quadro è vincolata grazie all’art. 6 del Trattato sull’Unione europea.[4] Il motivo del contrasto con il principio di legalità penale è stato ricondotto alla genericità con cui la decisione quadro indica i reati per cui il principio è escluso (“i reati inclusi in tale elenco non sono corredati della loro definizione di legge, ma costituiscono categorie, definite in maniera molto vaga, di condotte indesiderabili”)[5] La Corte ha respinto la censura per il motivo che la definizione dei reati in questione è fornita non dalla decisione quadro ma dalla normativa dello Stato emittente, cui la decisione quadro espressamente rinvia.[6]

## Mandato d’arresto europeo e principio del mutuo riconoscimento delle sentenze e delle decisioni giudiziarie in materia penale
Il mandato d’arresto europeo è espressione del principio del mutuo riconoscimento che, secondo le conclusioni di Tampere, costituisce “il fondamento della cooperazione giudiziaria nell'Unione tanto in materia civile quanto in materia penale”.
L’effetto di tale principio è quello di consentire il maggior automatismo possibile nell’esecuzione di sentenze e decisioni giudiziarie emesse in un altro Stato membro, così da affievolire gli effetti della persistenza di tanti ordinamenti e sistemi giudiziari quanti sono gli Stati membri e creare un unico spazio di libertà, sicurezza e giustizia. L’automatismo implica l’assenza di valutazioni di merito negli Stati di esecuzione nonché l’eliminazione di ogni formalità ovvero, se talune verifiche siano opportune poiché ad esempio la sentenza/decisione da eseguire riguardi persone in vinculis, la previsione del minimo di formalità possibile.
In materia penale, l’automatismo dell’applicazione in uno Stato membro di una sentenza o decisione giudiziaria emessa in un altro Stato membro si realizza tramite la previsione di un obbligo di esecuzione che può essere derogato solo nei casi precisati dallo stesso diritto europeo. Questi vanno quindi intesi in modo restrittivo. La Corte di giustizia ha precisato che proprio questa è l’essenza del principio di mutuo riconoscimento.
Nella decisione quadro sul MAE, l’obbligo di esecuzione è sancito dall’art. 1, par. 2, della decisione quadro 2002/584/GAI. La decisione quadro stabilisce in via tassativa tre casi di rifiuto obbligatorio dell’esecuzione (art. 3) e alcuni casi, anch’essi tassativi, di rifiuto facoltativo (art. 4). Questi ultimi sono completati da tre casi in cui lo Stato di esecuzione può subordinare la consegna all’assicurazione di precise garanzie (art. 5). 
L’altro caposaldo giuridico del suddetto automatismo è costituito dall’obbligatoria abolizione, in 32 ambiti criminali, del principio della doppia incriminazione. Questa, infatti, implica che lo Stato richiesto di dare esecuzione a un MAE non possa condizionare la stessa a che il fatto o i fatti alla sua base, i quali evidentemente costituiscono reato nell’ordinamento penale dello Stato emittente, siano tali anche nel proprio ordinamento.
Sul piano operativo, l’automatismo dell’esecuzione è facilitato dalla predisposizione di formulari uniformi che l’autorità giudiziaria emittente deve utilizzare per trasmettere all’autorità giudiziaria di esecuzione la sentenza o decisione che deve essere riconosciuta e/o eseguita in un altro Stato (art. 8). Inoltre, gli Stati sono obbligati a determinare le autorità nazionali emittenti e quelle dell’esecuzione (art. 6). Gli Stati possono inoltre designare una o più autorità centrali, con il compito di assistere le autorità competenti sia nell’emissione sia nell’esecuzione.

## Peculiare disciplina della consegna dei cittadini dello stato richiesto
La normativa statale (non di rado a livello costituzionale) e i trattati bilaterali o multilaterali di estradizione frequentemente escludono la consegna, da parte dello Stato richiesto, dei propri cittadini. La Convenzione europea di estradizione del 1957 riconosce in proposito alle sue Parti contraenti una facoltà, che si completa con quella di definire, ciascuna per i propri fini, il termine “cittadini” ai sensi della Convenzione (art. 6). Per quanto riguarda l’Italia, l’art. 26 della Costituzione esclude l’estradizione dei cittadini a meno che non sia espressamente prevista nelle convenzioni internazionali, e comunque per i reati politici. 
La decisione quadro sul mandato d’arresto europeo si colloca sulla stessa lunghezza d’onda, con diversa modulazione per il mandato processuale e il mandato esecutivo, ma presenta interessanti peculiarità dovute all’appartenenza del MAE all’ordinamento dell’Unione e al fatto di essere espressione del principio del mutuo riconoscimento.
La cittadinanza dello Stato di esecuzione della persona oggetto del mandato d’arresto europeo rappresenta un motivo facoltativo di rifiuto della consegna in caso di mandato esecutivo, a condizione che tale Stato si impegni a eseguire la pena o la misura di sicurezza comminate nell’altro Stato membro conformemente al proprio diritto interno (art. 4, par. 6 della decisione quadro 2002/584/GAI). In caso di mandato processuale, la cittadinanza dello Stato di esecuzione può costituire il presupposto della garanzia, che l’autorità giudiziaria di questo Stato può chiedere, per cui la persona, dopo essere stata ascoltata, dovrà essere rinviata nello Stato membro di esecuzione per scontarvi la pena o la misura di sicurezza privative della libertà eventualmente pronunciate nei suoi confronti nello Stato membro emittente (art. 5, par. 3 della decisione quadro).
Tali previsioni si ispirano al principio del reinserimento sociale delle persone condannate. La Corte di giustizia ha chiarito i legami con lo Stato di consegna necessari a soddisfare le nozioni di “dimora” e “residenza” a tali fini, sottolineando anche che queste non possono essere interpretate in modo più estensivo di quanto risulta dalla definizione uniforme, nell’insieme degli Stati membri, fornita dalla Corte medesima.
La peculiarità è che lo stesso trattamento scelto per i cittadini dello Stato membro di esecuzione va obbligatoriamente riservato, nel caso di mandato esecutivo, alle altre persone che in questo Stato dimorino o risiedano e, nel caso di mandato processuale, ai residenti. Siffatta parità di trattamento riguarda sia i cittadini europei, sulla base dell’art. 18 del Trattato sul funzionamento dell’Unione europea, sia i cittadini di Stati terzi, sulla base del principio della parità di trattamento.

## Mandato d’arresto europeo e rispetto dei diritti fondamentali
L’art. 1, par. 3 della decisione quadro 2002/584/GAI dispone che la stessa non ha l’effetto di modificare l’obbligo degli Stati membri di rispettare i diritti fondamentali e i fondamentali principi giuridici sanciti dall’art. 6 del Trattato sull’Unione europea (cioè a dire, quelli enunciati nella Carta dei diritti fondamentali dell’Unione, che per l’art. 6, par. 2 ha lo stesso valore giuridico dei Trattati, e i principi generali derivanti dai diritti fondamentali garantiti dalla Convenzione europea dei diritti dell’uomo e risultanti dalle tradizioni costituzionali comuni agli Stati membri, evocati nell’art. 6, par. 3). Fin dai primi passi dell’applicazione della decisione quadro, la Corte di giustizia ha adottato un approccio restrittivo riguardo alla tutela dei diritti fondamentali minacciati dal mandato d’arresto europeo: infatti, la Corte ha stabilito la priorità di assicurare il corretto operare del principio del mutuo riconoscimento, optando costantemente per soluzioni di tutela dei diritti tali da non ostacolarlo. Negli anni questa impostazione è stata sempre mantenuta, tanto da costituire una solida chiave di lettura di tutta la giurisprudenza di Lussemburgo in tema di rapporti tra mandato d’arresto europeo e tutela dei diritti fondamentali, in casi giuridicamente eterogenei.
Le situazioni più delicate sono quelle in cui la consegna potrebbe dar luogo a violazioni di diritti fondamentali della persona oggetto di mandato d’arresto europeo nello Stato di emissione: infatti, queste hanno impatto sul principio della mutua fiducia, che è alla base del mutuo riconoscimento. Nel Parere 2/2013, uno dei motivi per cui la Corte di Giustizia ha giudicato negativamente il progetto di accordo di adesione dell’Unione alla Convenzione europea sui diritti dell’uomo riguarda la necessità di accertamenti individuali per escludere violazioni dei diritti fondamentali nei trasferimenti di persone da uno Stato membro all’altro: secondo la Corte, gli accertamenti individuali sono incompatibili con il principio di mutua fiducia e richiederli implica non rispettare le specificità e l’autonomia del diritto dell’Unione. Nella prassi sul mandato d’arresto europeo, è emerso che lo Stato di esecuzione si trova esposto alla violazione del divieto di trattamenti inumani o degradanti in caso di sovraffollamento carcerario nello Stato di emissione: trattasi di tutela par ricochet perché la violazione avrebbe luogo nello Stato di emissione, in esito alla consegna. 
La decisione quadro 2002/584/GAI è ambigua sul punto perché non individua precisi motivi di rifiuto preordinati alla salvaguardia dei diritti fondamentali né in termini generali né nel caso specifico, ma nel preambolo richiama il divieto di tortura e di trattamenti o pene inumani o degradanti. Onde assicurare un equilibrio tra l’art. 1, par. 2 e l’art. 1, par. 3 della decisione quadro 2002/584/GAI cioè tra l’obbligo di consegna avente carattere stringente perché espressione del fondamentale principio del mutuo riconoscimento e un diritto fondamentale di carattere assoluto, la Corte di giustizia ha ammesso il rifiuto della consegna dietro positivo espletamento di una doppia verifica (test in doppio step). In primo luogo, è richiesto all’autorità giudiziaria dell’esecuzione di fondarsi su “elementi che attestano un rischio concreto” di violazione, “tenuto conto del livello di tutela dei diritti fondamentali garantito dal diritto dell’Unione”. Più precisamente, affinché la prima verifica sia soddisfatta occorre che il giudice nazionale disponga di “elementi oggettivi, attendibili, precisi e opportunamente aggiornati … comprovanti la presenza di carenze vuoi sistemiche o generalizzate, vuoi che colpiscono determinati gruppi di persone, vuoi ancora che colpiscono determinate strutture”. Ove sia presente una violazione generalizzata nei termini predetti, il rifiuto della consegna necessita di un’ulteriore verifica: “l’autorità giudiziaria di esecuzione valuti, in modo concreto e preciso, se sussistono motivi gravi e comprovati di ritenere che l’interessato corra tale rischio a causa delle condizioni di detenzione previste nei suoi confronti nello Stato membro emittente” (c.d. rischio individuale). Per la precisione, le autorità giudiziarie dell’esecuzione sono tenute a esaminare le condizioni di detenzione nei soli istituti penitenziari nei quali, secondo le informazioni di cui esse dispongono, è concretamente previsto che la persona di cui trattasi sarà detenuta, anche in via temporanea o transitoria”. Le informazioni finalizzate alla valutazione del rischio individuale si reperiscono per effetto dell’art. 15, par. 2 della decisione quadro. L’esito positivo del doppio test non fa venire meno l’obbligo di esecuzione, ma si limita a consentire il rinvio dell’esecuzione del MAE. 
L’esito negativo del primo test preclude il successo del secondo. In altre parole, quando mancano elementi oggettivi e univoci a favore di violazioni sistemiche o a danno di un certo gruppo nello Stato di emissione, la presenza di un rischio individuale non rileva. Infatti, tale rischio potrà essere gestito grazie ai mezzi di tutela giurisdizionale disponibili nello Stato di emissione, in conformità con il modus operandi del principio di mutua fiducia.
In caso di mandato d’arresto esecutivo emesso con riguardo a una sentenza contumaciale, la tutela dei diritti di difesa della persona condannata è assicurata da uno specifico motivo opzionale di rifiuto della consegna introdotto con decisione quadro 2009/299/GAI. Questo motivo di rifiuto allinea il livello di tutela a quello tratteggiato nella giurisprudenza della Corte europea dei diritti dell’uomo sui processi contumaciali. La Corte di giustizia è stata investita della questione se, in un caso concreto, il rifiuto della consegna potesse essere giustificato dall’esigenza di rispettare il livello più alto di tutela contro le sentenze contumaciali assicurato dalla Costituzione nazionale, sulla base dell’art. 53 della Carta dei diritti fondamentali dell’Unione europea. L’effetto sarebbe stato quello di ammettere il rifiuto della consegna in casi ulteriori rispetto a quello previsto. La soluzione negativa è stata motivata con il primato del diritto dell’Unione (cioè della decisione quadro sullo specifico motivo di rifiuto della consegna) rispetto al diritto nazionale, che si applica anche alle costituzioni nazionali.
Il rischio grave di violazione di un diritto fondamentale può dar luogo a rifiuto di consegna anche se non riguardi le vicende nello Stato di emissione, dove la persona deve essere consegnata, per essere invece collegato alla consegna stessa. La Corte ha ammesso il rifiuto ove il rischio riguardi un diritto assoluto e collegato alla dignità umana quale l’art. 4 della Carta, con l’avvertenza che tale rifiuto ha carattere temporaneo in quanto la consegna può essere solo temporaneamente sospesa. Alla sospensione si può porre termine solo allorché il rischio venga meno.

## Mandato d’arresto europeo e rispetto dello stato di diritto (rule of law)
Nella prassi è emersa la questione se un’autorità giudiziaria dell’esecuzione possa rifiutare la consegna all’autorità giudiziaria dello Stato emittente con comprovati problemi inerenti al rispetto dei principi dello stato di diritto (rule of law), in particolare a causa di una normativa statale tale da minare l’indipendenza dei giudici. Infatti, lo stato di diritto (rule of law) costituisce uno dei valori fondanti dell’Unione ai sensi dell’art. 2 del Trattato sull’Unione europea. I casi giunti all’attenzione della Corte di giustizia riguardano tutti mandati d’arresto europeo emessi da giudici polacchi, giacché, in esito alle modifiche legislative attuate in Polonia, la Commissione ha proposto al Consiglio di constatare che “esiste ‘un evidente rischio di violazione grave’ da parte di questo Stato membro dei valori di cui all’art. 2”. 
La Corte di giustizia ha ricondotto questa problematica nell’alveo del tema del rifiuto di consegna dovuto alla tutela dei diritti fondamentali par ricochet, evocando il diritto all’equo processo. In altre parole, siccome risultava compromessa, nello Stato di emissione, l’indipendenza dei giudici, la Corte ha ritenuto che in caso di consegna fosse in pericolo il diritto delle persone all’equo processo. Anche in questi casi, dunque, ai fini del rifiuto di consegna è stato richiesto l’esito positivo del doppio test: presenza, nello Stato di emissione del MAE, di violazioni gravi e generalizzate, e in seguito verifica dell’esistenza di un rischio individuale. Dalle stesse sentenze della Corte sembrano potersi cogliere perplessità sull’applicazione della doppia valutazione in casi del genere. Infatti, in caso di violazioni sistematiche o generalizzate, il rischio individuale può essere neutralizzato solo grazie alla tutela giurisdizionale. Ove questa sia generalmente difettosa per motivi strutturali, il rischio individuale diventa per sua stessa natura molto alto. La conclusione della Corte nel senso indicato sembra dovuta al preambolo della decisione quadro 2002/584/GAI, che collega la sospensione generalizzata del meccanismo del MAE alla constatazione, da parte del Consiglio, “di grave e persistente violazione da parte di uno Stato membro dei principi sanciti all’art. 6, par. 1, del Trattato sull’Unione europea”, non alla sua mera proposta.

## Il mandato d’arresto europeo come strumento di tutela dei cittadini europei contro l’estradizione in stati terzi da parte dello stato di soggiorno o residenza (“meccanismo Petruhhin”)
Il mandato d’arresto europeo costituisce lo strumento con cui fermare l’estradizione verso uno Stato terzo, ad opera di uno Stato membro, di un cittadino di altro Stato membro soggiornante nel suo territorio per aver esercitato il suo diritto alla libera circolazione.
Il presupposto di questa tutela ricorre quando i cittadini di quello Stato membro, se fossero oggetto di analoga richiesta di estradizione, non dovrebbero essere estradati in quanto escluso dall’accordo vigente tra Stato membro richiesto e Stato terzo richiedente. Il divieto di discriminazione sulla base della nazionalità tra cittadini europei (art. 18 TFUE e art. 21 della Carta dei diritti fondamentali dell’Unione europea) impone che i cittadini di altri Stati membri, presenti sul territorio dello Stato richiesto di estradare per aver esercitato il loro diritto alla libera circolazione, possano giovarsi dello stesso trattamento dovuto ai suoi cittadini. Il rifiuto di estradare su queste basi può avere luogo solo se non implichi l’impunità della persona richiesta, poiché l’obiettivo di evitare il rischio di impunità delle persone che hanno commesso un reato è legittimo nel diritto dell’Unione. Infatti, nei trattati di estradizione il rifiuto di estradare i cittadini nazionali è generalmente compensato dall’impegno dello Stato richiesto di perseguire i propri cittadini per reati gravi commessi fuori dal suo territorio (aut dedere aut judicare). Così, la Corte di giustizia subordina l’operatività degli articoli 18 TFUE e 21 della Carta alla consegna del cittadino di altro Stato membro al suo Stato di nazionalità sulla base di un mandato d’arresto europeo appositamente emesso, che consente la repressione del comportamento alla base della richiesta di estradizione nonché dello stesso mandato d’arresto europeo (“meccanismo Petruhhin”). L’emissione del mandato d’arresto europeo può avvenire solo in esito a uno scambio di informazioni tra i due Stati membri coinvolti, che è espressione dell’obbligo di leale cooperazione sancito dall’art. 4, paragrafo 3, comma 1, TUE. Tuttavia, l’obbligo di leale cooperazione si limita allo scambio di informazioni, senza arrivare a declinarsi nell’obbligo dei due Stati membri coinvolti di chiedere allo Stato terzo il fascicolo penale.Se lo Stato membro di cittadinanza della persona reclamata non emette il mandato d’arresto europeo, l’estradizione verso lo Stato terzo può avere luogo.